# Elythranthera
Elythranthera es un género de orquídeas de hábitos terrestres. Tiene tres especies. Es originario del sudoeste de Australia.

## Descripción
Es una planta herbácea de hoja caduca. Perenne con  hojas basales. Tuberosa (tubérculos pequeños, con múltiples capas de vainas de protección, que se sustituyen a sí mismos dentro de la misma cavidad de cada año).  Hojas pequeñas y medianas; pecioladas, herbáceas  o  coriáceas, simples.

## Taxonomía
El género fue descrito por (Endl.) A.S.George  y publicado en Western Australian Naturalist 9: 6. 1963.

## Especies
- Elythranthera brunonis
- Elythranthera emarginata
- Elythranthera × intermedia